# Gnathia asperifrons
Gnathia asperifrons is een pissebed uit de familie Gnathiidae. De wetenschappelijke naam van de soort is voor het eerst geldig gepubliceerd in 1980 door Holdich & Harrison.